# 2014년 FIFA 월드컵 심판
다음은 2014년 FIFA 월드컵 심판 목록이다. 참가한 심판은 총 6개 대륙에서 43개국 출신의 3인으로 구성된 심판진 25개조와 2인으로 구성된 대기심 8개조로 구성되어 있다.

## 심판진 목록
| 연맹     | 주심                       | 부심                                                     | 대기심 (주 대기심 / 후보 대기심)                          |
| -------- | -------------------------- | -------------------------------------------------------- | --------------------------------------------------------- |
| AFC      | 나와프 슈크랄라            | 에브라힘 살레 야세르 툴레파트                            | 알리레자 파가니 / 하산 캄라니파르                         |
| AFC      | 벤 윌리엄스                | 하칸 아나즈 매슈 크림                                    | 알리레자 파가니 / 하산 캄라니파르                         |
| AFC      | 랍샨 이르마토프            | 압두하미둘로 라술로프 바하디르 코하로프                  | 알리레자 파가니 / 하산 캄라니파르                         |
| AFC      | 니시무라 유이치            | 나기 도시유키 사가라 도루                                | 알리레자 파가니 / 하산 캄라니파르                         |
| CAF      | 바카리 가사마              | 펠리시앙 카방다 에바리스 망쿠앙드                        | 네앙 알리움 / 지브릴 카마라 – / 아덴 마르와               |
| CAF      | 자멜 아이무디              | 레두안 아시크 압델하크 에치알리                          | 네앙 알리움 / 지브릴 카마라 – / 아덴 마르와               |
| CAF      | 누망디에 두에              | 장-클로드 비루무샤우 송기폴로 예오                       | 네앙 알리움 / 지브릴 카마라 – / 아덴 마르와               |
| CONCACAF | 마르코 로드리게스          | 마르코스 킨테로 마르빈 토렌테라                          | 왈테르 로페스 / 레오넬 레알 로베르토 모레노 / 에릭 보리아 |
| CONCACAF | 마크 가이거                | 마크 허드 조 플레처                                      | 왈테르 로페스 / 레오넬 레알 로베르토 모레노 / 에릭 보리아 |
| CONCACAF | 호엘 아길라르              | 후안 숨바 윌리암 토레스                                  | 왈테르 로페스 / 레오넬 레알 로베르토 모레노 / 에릭 보리아 |
| CONMEBOL | 산드루 히시                | 마르셀루 반 가시 이메르송 지 카르발류                    | 빅토르 우고 카리요 / 로드네이 아키노                      |
| CONMEBOL | 네스토르 피타나            | 에르난 마이다나 후안 파블로 벨라티                       | 빅토르 우고 카리요 / 로드네이 아키노                      |
| CONMEBOL | 카를로스 베라              | 크리스티안 레스카노 비론 로메로                          | 빅토르 우고 카리요 / 로드네이 아키노                      |
| CONMEBOL | 엔리케 오세스              | 세르히오 로만 카를로스 아스트로사                        | 빅토르 우고 카리요 / 로드네이 아키노                      |
| CONMEBOL | 윌마르 롤단                | 에두아르도 디아스 움베르토 클라비호                      | 빅토르 우고 카리요 / 로드네이 아키노                      |
| OFC      | 피터 오리어리              | 마크 룰 얀-헨드릭 힌츠                                   | 노르베르 하우아타 / –                                     |
| UEFA     | 비외른 카위퍼르스          | 에르빈 제인스트라 산더르 판 뢰켈                         | 스베인 오드바르 모엔 / 심 헤겔룬                          |
| UEFA     | 펠릭스 브리히              | 슈테판 루프 마크 보어슈                                  | 스베인 오드바르 모엔 / 심 헤겔룬                          |
| UEFA     | 밀로라드 마지치            | 밀로반 리스티치 달리보르 주르제비치                      | 스베인 오드바르 모엔 / 심 헤겔룬                          |
| UEFA     | 요나스 에릭손              | 다니엘 베른마르크 마티아스 클라세니우스                  | 스베인 오드바르 모엔 / 심 헤겔룬                          |
| UEFA     | 카를로스 벨라스코 카르바요 | 후안 카를로스 유스테 히메네스 로베르토 알론소 페르난데스 | 스베인 오드바르 모엔 / 심 헤겔룬                          |
| UEFA     | 니콜라 리촐리              | 안드레아 스테파니 레나토 파베라니                        | 스베인 오드바르 모엔 / 심 헤겔룬                          |
| UEFA     | 하워드 웹                  | 마이크 물라키 대런 칸                                    | 스베인 오드바르 모엔 / 심 헤겔룬                          |
| UEFA     | 쥐네이트 차크르            | 바하틴 두란 타르크 옹군                                  | 스베인 오드바르 모엔 / 심 헤겔룬                          |
| UEFA     | 페드루 프로엔사            | 베르티누 미란다 티아구 트리구                            | 스베인 오드바르 모엔 / 심 헤겔룬                          |